# 美国陆军第66步兵师
第66步兵师（英語：The 66th Infantry Division）是美国陆军在二战期间的一支步兵师。部队于1943年4月15日完成入役，并在佛罗里达州布兰丁军营进行训练，之后又转至堪萨斯州罗宾逊军营以及随后的亚拉巴马州拉克军营。1944年11月26日，部队渡洋抵达英格兰。该师在师长克莱默少将的指挥下投入欧洲战场，其主要任务为清除及控制位于法国北部未被攻克的德军占领区域。

## 战斗历史
第66步兵师下辖的三支步兵团于1944年11月26日抵达英格兰多尔切斯特，剩余部队于1944年12月12日归建。直到1944年12月24日之前，部队一直在为部署而进行训练与准备工作。随后其被转移至南安普敦并渡过英吉利海峡抵达法国瑟堡。第66步兵师乘坐两艘比利时船舶，柴郡号（Cheshire）以及利奥波德维尔号（Leopoldville）渡过海峡。不幸的是，利奥波德维尔号在距离瑟堡港仅5英里的海域遭到德国U艇的鱼雷攻击并沉没，14名军官及748名士兵因此丧生。美国海军随后宣布，该次运输船受袭事件的死亡人数为欧洲战场中第二高的单艘运兵船沉没死亡人数。
部队主要参与歼灭从法国北部撤离后残余的纳粹军队。1944年12月29日，第66步兵师接替第94步兵师控制布列塔尼-卢瓦尔河一带的区域，同时与法国军队协同合作。第66步兵师在期间袭扰德军工事，发动小规模进攻以及侦查获取情报。对德军阵地的火炮轰击在第66师的进攻中扮演了重要角色。在洛里昂、圣纳泽尔、波尔多以及拉罗谢尔，共有残余的100,000德军士兵。1945年4月16日，德军在拉克鲁瓦附近发动的猛烈进攻被击退。4月19日至29日期间盟军的一系列反攻使得部分德军的工事据点失守。这些战役对清除法国北部的纳粹起到了关键作用。1945年5月8日（即欧洲胜利日），残存的纳粹士兵于科尔德迈附近的小餐馆里向第66步兵师及法国当局投降。
1945年5月14日，该师改为执行占领任务。第66步兵师经过700英里的行军后抵达德国并占领占领一片2,400平方英里的地区以及科布伦茨市。作为安全部队，该师负责当地军事政府的建立以及一切德国事务。其任务包括释放战俘，统计弹药及军用物资和组织平民。在德国完成占领任务后，第66步兵师返回法国沿岸协助盟军从欧洲战场的撤离工作。在这期间，部队开始进行解散工作。1945年10月27日，部队启程回国。返回美国后，第66步兵师正式解散。

### 部队建制
- 第262步兵团
- 第263步兵团
- 第264步兵团
- 师属炮兵部队本部连
  - 第721野战炮兵营（155mm）
  - 第870野战炮兵营（105mm）
  - 第871野战炮兵营（105mm）
  - 第872野战炮兵营（105mm）
- 第66机械化侦察连
- 第266战斗工程营
- 第366医务营
- 66th Counter Intelligence Corps Detachment（英语：66th Military Intelligence Brigade）
- 师部特遣队（HQ Special Troops）
- 师部连
- 宪兵排
- 第766军械连
- 第66军需连
- 第566通讯连

1945年4月15日至5月15日，第422及第423步兵团（原属第106步兵师）配属至第66步兵师。

### 伤亡
- 战斗总伤亡： 1,452[2]
- 阵亡： 795[2]（包括利奥波德维尔号沉没导致的伤亡）
- 受伤： 636[2]
- 被俘： 21[2]

## 分配单位
- 1944年12月27日：第十二集团军群
- 1945年3月31日：第十二集团军群，第十五集团军（英语：U.S. Fifteenth Army）

## 其他
- 绰号：黑豹师
- 臂章：图案为一只咆哮的黑豹，象征着该师的战斗力及士气。该臂章于1943年8月26日得到批准。

臂章的图案来自尼古拉斯·维斯卡迪的设计，他是服役于第66步兵师的一名漫画画家。他于1943年至1945年在二战中服役于美国陆军（兵种为装甲兵）并因伤获得两枚紫心勋章。他在一次比赛中获胜并获得了设计臂章的机会，而后完成了这个图案。维斯卡迪于2013年11月3日去世。